# Phèdre (Athénien)
Pour les articles homonymes, voir Phèdre.
Phèdre, fils de Pythoclès, du dème de Myrrhinonte (en grec ancien : Φαῖδρος Πυθοκλέους Μυρρινούσιος, Phaidros Puthocléous Murrinoúsios), né vers 444 et mort en 393 av. J.-C., est un aristocrate athénien ayant appartenu au cercle des amis intimes du philosophe Socrate. Il est accusé dans l'affaire de la parodie des mystères d'Éleusis en 415 lors de la guerre du Péloponnèse, ce qui l'oblige à fuir Athènes. 
On se souvient surtout de lui à travers les dialogues de Platon. Son rôle dans la philosophie de l'Éros dans le dialogue du même nom et le Banquet ont inspiré d'autres auteurs, allant du dramaturge comique Alexis  à des philosophes contemporains tels que Robert M. Pirsig et Martha Nussbaum.

## Sa vie

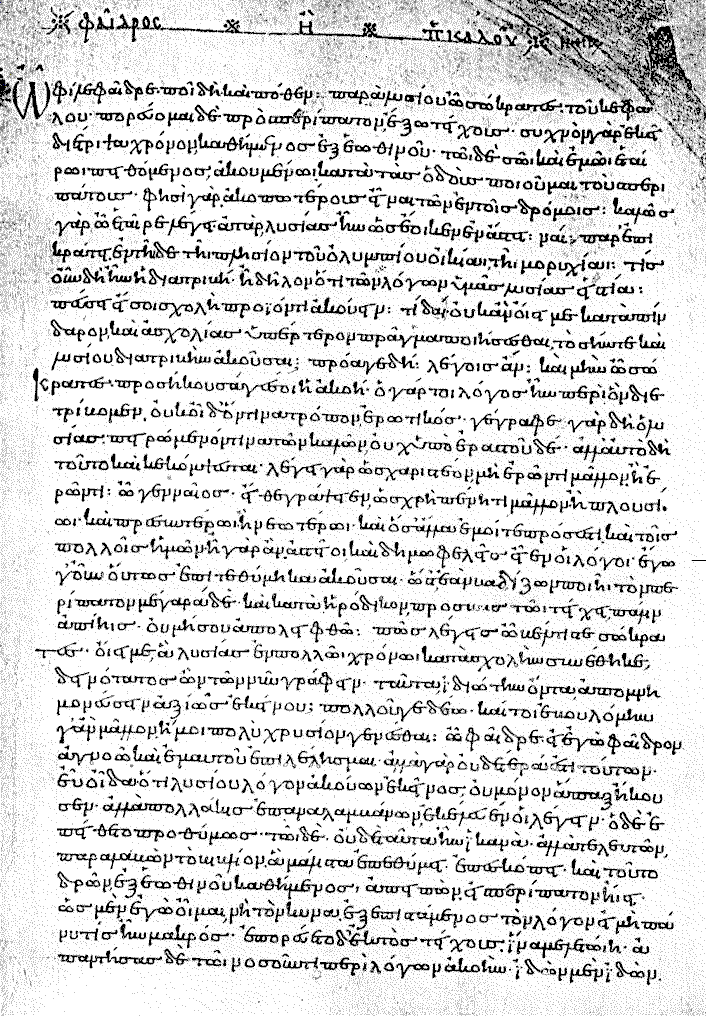
Le Phèdre de Platon, ici dans l'original grec du manuscrit du Codex Clarkianus.

Phèdre, dont le nom se traduit par « brillant » ou « radieux » naît dans une famille aisée au milieu du Ve siècle avant J.-C. Il est cousin germain du demi-frère de Platon, Demos. Toutes les sources le décrivent comme un jeune homme particulièrement séduisant. Son portrait dans les écrits de Platon a conduit les spécialistes à supposer qu'il n'avait pas de système philosophique qui lui soit propre, malgré son intérêt pour des mouvements contemporains comme la rhétorique, la tragédie et le sophisme . On le retrouve dans les discours du Protagoras de Platon  dont la date (433/432) suggère que Phèdre évoluait dès sa jeunesse dans les milieux intellectuels athéniens les plus éminents ; ce dialogue relève également son intérêt précoce pour l'astronomie et sa longue amitié avec le médecin Éryximaque. La date d'action du Banquet, 416, suggère une relation étroite avec Socrate à cette époque. Certains détails des textes de Platon indiquent l'intérêt de Phèdre pour la mythologie et les sciences naturelles. 
Dans un de ses discours intitulé Sur les Mystères (Περὶ τῶν μυστηρίων), Andocide cite Phèdre comme l'une des personnalités mises en accusation par la ville d'Athènes à la demande du métèque Teucros, dans la parodie des Mystères d'Éleusis, un événement majeur qui précède la calamiteuse expédition de Sicile de 415. Des preuves archéologiques et un discours de Lysias  attestent en outre de son rôle dans cet événement. Phèdre prend alors la fuite avec les autres accusés, perdant ainsi fortune et biens. Certains érudits ont également soutenu qu'Andocide rangeait Phèdre parmi les hermocopides, auteurs de vandalismes sur des statues du dieu Hermès ayant fait scandale à la même époque, mais cette allégation est en général rejetée dans des travaux postérieurs. 
Vers 404, Phèdre épouse sa cousine germaine, dont le nom est inconnu. Après sa mort prématurée survenue en 393, sa femme se remarie avec Aristophane, fils de Nicophème.

## Représentation dans la littérature et influence
Dans le dialogue homonyme, Phèdre déclame un discours attribué à Lysias, tandis que dans le Banquet il fait appel à plusieurs mythes classiques pour construire un récit tragique de l'Éros. Son personnage vu par Platon, ainsi que les implications malheureuses de l'exil qui allait suivre, ont longtemps exercé une influence sur la littérature et la philosophie. En effet, ce dernier se voit mentionné au sein du corpus platonicien par trois reprises ; il figure ainsi dans le Banquet, le Phèdre et le Protagoras. Parmi les œuvres des anciens auteurs, on peut mentionner une pièce comique de la fin du IVe siècle intitulée Phèdre, qui met en scène un homme philosophant sur la nature de l'Éros tandis que Diogène Laërce suppose que Phèdre est le disciple préféré de Platon. Des universitaires modernes comme Martha Nussbaum et John Sallis ont fait de lui une incarnation de la fécondité et de la tragédie potentielle de l'éroticisme philosophique,.

## Réception moderne
L'écrivain et philosophe français Paul Valéry est l'auteur de deux dialogues, Eupalinos ou l'Architecte (1921) et L'Âme et la danse (1923), dans lesquels Phèdre prend part à des discussions avec d'autres personnages des dialogues de Platon.
Eupalinos ou l'Architecte a pour thème la théorie de l'art et met en scène les ombres de Socrate et de Phèdre au royaume des morts, comparant production artistique (« construction ») et activité philosophique (« savoir »). Ils discutent notamment de la différence entre les productions de la nature et celles de l'homme. Pour ces dernières, ils observent que la démarche artistique dépasse le stade utilitaire. Les arts, en particulier l'architecture, sont examinés du point de vue de la démarche intellectuelle sur laquelle se fonde l'acte de création artistique et de la relation entre cet acte et le matériau que l'artiste modèle.
Dans L'Âme et la danse, Socrate, Phèdre et Éryximaque discutent des relations entre danse et poésie lors d'un banquet.